# بحیرا
بَحیرا با نام کامل بحیرا سرجیوس، به گفته روایات اسلامی، راهب مسیحی بود که در سال ۵۸۲ میلادی (سال ۴۱ پیش از هجرت) وقتی که ابوطالب و محمد به سفر تجاری شام رفته بودند با آنان ملاقات کرد. بحیرا به آنان تأکید می‌کند که محمد شخص معمولی نیست و دارای نشان‌های پیامبری است.
بَحیرا نامی است در زبان سریانی که به معنای فردی است که توسط خداوند آزموده شده و پیروز بیرون آمده است.